# 子不语 (漫画)
《子不语》（日語：誰も知らない 〜子不語〜）是夏达的漫画作品。夺得第五届金龙奖最佳故事漫画少女组金奖，日本集英社总编辑茂木行雄和漫画编辑松井荣元的推荐，2009年在集英社《Ultra Jump》连载。中文版在2007年起在中国少女漫画杂志《可爱100》（漫友杂志社）連載。

## 故事簡介
9岁的女孩莫语，与以古建筑和美术品修复为生的父母一起，搬到一个古老的小镇「麟趾镇」居住，住在老宅“废园”。在那里，莫语以小女孩天真的心灵探索着周边的事物，与新朋友一起体验各种不可思议的事情，探求着自然和人的本质。莫语见识了大自然的神奇与美妙，学会了不少人生哲理。
标题取自《論語》“子不语怪力乱神”，意指书中内容大多为“怪力乱神”，也指书中所述之事难以为人讲述清楚。

## 登場角色

### 主要角色
莫语
女主角，9岁，小学四年级。善良可爱，乐于助人。在漫画中经常与妖怪玩耍。
虬哥哥
一开始被称为“沈哥哥”，神秘男子，对“彼岸”世界非常熟悉。十分关心莫语。是力量强大的妖怪，也可能是前代的言能者。
琥珀
美男子。狐妖。玩世不恭。经常找莫语玩。
林颜
莫语的妈妈，古字画鉴定和修复专家，不管搬到哪里总有客人从很远的地方找过来。
曾在夜晚与从自己恢复的老虎真迹中走出的虎对峙并胜利，有一定灵性，但早上起来之后与晚上判若两人。

### 其他角色
林琴
莫语的好朋友，同学。有暴力倾向。
小琴奶奶
很迷信的老奶奶，但她的话不无道理。
小刚
林琴同学。
赵斌
林琴同学。

## 连载
目前本作连载于《漫友》。各集标题如下：
| 序号 | 标题        | 刊登时间                           |
| ---- | ----------- | ---------------------------------- |
| 1    | 茧          | 2007年10月                         |
| 2    | 木芙蓉      | 2008年7月                          |
| 3    | 影          | 2008年9月                          |
| 4    | 老木匠·上   | 2008年11月（上半月刊）             |
| 4    | 老木匠·下   | 2008年12月（上半月刊）             |
| 5    | 狐嫁·上     | 2009年2月（下半月刊）              |
| 5    | 狐嫁·下     | 2009年3月（上半月刊）              |
| 6    | 中秋·上     | 2009年6月（下半月刊）              |
| 6    | 中秋·下     | 2009年7月（上半月刊）              |
| 7    | 候鸟·上     | 2009年7月（下半月刊）              |
| 7    | 候鸟·下     | 2009年8月（上半月刊）              |
| 8    | 白蛇·上     | 2009年8月（下半月刊）              |
| 8    | 白蛇·中     | 2009年9月（上半月刊）              |
| 8    | 白蛇·下     | 2009年9月（下半月刊）              |
| 9    | 虎          | 2009年10月（下半月刊）             |
| 10   | 忘川·上     | 2009年12月（上半月刊）             |
| 10   | 忘川·下     | 2009年12月（下半月刊）             |
| 11   | 霜          | 2010年1月                          |
| 12   | 鼬          | 2010年2月                          |
| 13   | 鹤殇·上     | 2010年3月                          |
| 13   | 鹤殇·下     | 2010年4月                          |
| 14   | 阿宝·上     | 2010年5月                          |
| 14   | 阿宝·下     | 2010年6月                          |
| 15   | 勿失勿忘·上 | 2010年8月（日本）2010年9月（中国） |
| 15   | 勿失勿忘·下 | 2010年10月（中国）                 |

## 出版書籍
| 卷數 | 新世紀出版社   | 新世紀出版社           | 集英社         | 集英社                 | 尖端出版社    | 尖端出版社           |
| 卷數 | 發售日期       | ISBN                   | 發售日期       | ISBN                   | 發售日期      | EAN                  |
| ---- | -------------- | ---------------------- | -------------- | ---------------------- | ------------- | -------------------- |
| 壹   | 2009年11月30日 | ISBN 978-7-5405-4190-3 | 2009年10月19日 | ISBN 978-4-08-877747-4 | 2011年2月14日 | EAN 471-7702-23810-0 |
| 貳   | 2009年11月30日 | ISBN 978-7-5405-4190-3 | 2010年5月19日  | ISBN 978-4-08-877868-6 | 2011年4月20日 | EAN 471-7702-23965-7 |
| 參   | 2010年7月1日   | ISBN 978-7-5405-4351-8 | 2010年10月19日 | ISBN 978-4-08-879055-8 | 2012年7月31日 | EAN 471-7702-23966-4 |

## 网络版
2010年9月3日在有妖气原创漫画梦工厂开始连载。2015年夏天島工作室授權布卡漫畫連載。